# Immortus
Immortus (conocido en ocasiones como Inmortus) (llamado Nathaniel Richards) es un personaje ficticio que aparece en los cómics estadounidenses publicados por Marvel Comics. Es el futuro yo del faraón Rama-Tut, Scarlet Centurion, Kang el Conquistador y Iron Lad/Kid Immortus, y descendiente del científico del mismo nombre.
Immortus hizo su debut cinematográfico en la película Ant-Man and the Wasp: Quantumania (2023) del Universo cinematográfico de Marvel (UCM), interpretado por Jonathan Majors. Además, Immortus sirvió de inspiración para el personaje El que permanece, también interpretado por Majors en el episodio "Eternamente. Siempre.", de la primera temporada de la serie de televisión de MCU Loki (2021).

## Historial de publicaciones
Immortus apareció por primera vez en Avengers # 10 y fue creado por Stan Lee y Jack Kirby.En The Celestial Madonna Saga, Immortus fue establecido retroactivamente como el yo futuro del Faraón Rama-Tut y Kang el Conquistador, que viajaban en el tiempo, habiéndose vuelto hacia una perspectiva más pacífica de la existencia.

## Historia
En algún momento de su línea de tiempo personal, Kang se cansó de la batalla debido a la frustración y la pérdida de su hijo Marcus y su consorte Ravonna en varias líneas de tiempo. Se le acercaron los Guardianes del Tiempo alienígenas, viajeros del tiempo desde el final del universo, las últimas criaturas vivientes en existencia, para convertirse en su agente, preservando los plazos en lugar de conquistarlos a cambio de la inmortalidad. Él aceptó y se reinventó nuevamente, esta vez como Immortus, el señor del reino de Limbo de otra dimensión.
Volvió a entrar en conflicto con los Vengadores, pero bajo diferentes circunstancias. En su primer encuentro con los Vengadores como Inmortus, intentó la destrucción de los Vengadores mediante el uso de figuras mitológicas como combatientes después de intentar unirse a los Maestros del Mal, pero el Barón Zemo le dijo que tenía que derrotar a uno de los Vengadores. Los Maestros atacaron a los Vengadores después de que el Capitán América fuera llevado a la Torre de Londres en 1760, donde Rick Jones fue encarcelado. Pero cuando rescató a Rick, regresó a su propio tiempo y, con su ayuda, los Maestros fueron derrotados a punto de ganar. Aparentemente, este evento se borró después de que la Encantadora retrocediera en el tiempo para evitar que los Vengadores capturaran a los Maestros. Fue parcialmente responsable de la creación de Visión, supuestamente creando una copia temporal de la Antorcha Humana original que el androide Ultron usó para crear la Visión.
Más tarde, incluso se alió con Kang el Conquistador en uno de los planes de Kang contra los Vengadores. Fue traicionado por Kang, y encarcelado mientras Kang usaba la tecnología avanzada de Immortus para crear la primera Legión de los No-Vivos, compuesta por personajes ahora muertos tomados milisegundos antes de su muerte. Posteriormente fue liberado por los Vengadores, y se reveló como el futuro personaje del faraón Rama-Tut y Kang el Conquistador. Ofreció ayudar a la Visión a aprender su pasado. La Legión de los No-Vivos fue derrotada y enviada de regreso a su propio tiempo, y Kang huyó.
Más tarde, Immortus ofició en la boda doble de Visión con la Bruja Escarlata y Mantis con el Espadachín. Luego viajó al Viejo Oeste con Thor y Dragón Lunar en busca de Kang, y ayudó a los Vengadores en la derrota de Kang. Algún tiempo después, se alió con el Fantasma del Espacio y el gigante Tempus, y eliminó el encantamiento del viaje en el tiempo del martillo uru de Thor con un truco, aunque Thor todavía puede manipular el tiempo. Más tarde, reveló que había causado que Kang encontrara su fortaleza en el Limbo, fingió su muerte al dejar lo que Kang pensaba que eran sus restos en su fortaleza, causó la perturbación en la corriente de tiempo y lo manipuló para destruir los dobles divergentes de Kang para detener sus efecto en la corriente de tiempo, ya que estaban creando más líneas de tiempo y duplicados. Los Vengadores fueron llevados al Limbo por Kang para ayudarlo a derrotar a otra versión. Fueron capturados pero escaparon. Immortus se reveló cuando parecía que solo quedaba un Kang. Immortus también afirmó haber manipulado mentalmente el rescate de Ravonna, quien mantuvo su proyecto de contra-divergencia bajo observación. Cuando Kang intentó apoderarse de un dispositivo que sostenía Immortus que contenía los recuerdos de los Kang asesinados y que Immortus afirmó que lo convertía en el maestro del Limbo, se volvió loco y se encontró con el Limbo debido a la fuerza de muchos recuerdos, que terminaron en su derrota. Immortus afirmó que era la oportunidad de Kang de redimirse y condenarse a sí mismo, y luego fue interrogado por los Vengadores sobre los problemas morales de lo que había hecho, pero envió a los Vengadores a su propio tiempo.
Mucho más tarde, se reveló que tenía un plan a largo plazo para la manipulación de los Vengadores. Eliminó varios universos de línea de tiempo como parte de este plan. Su plan para usar la Bruja Escarlata para convertirse en el "maestro absoluto del tiempo" fue revelado, y envió a la tercera Legión de los No-Vivos para destruir a los Vengadores. Los Guardianes del Tiempo lo dejaron catatónico por un tiempo como castigo por su intento de derrocar su gobierno. En este momento, se reveló que la Antorcha Humana original no era el progenitor de la Visión, aunque este descubrimiento más tarde se afirmó que era un engaño creado por un Fantasma Espacial. Las creencias manipuladoras sobre la relación entre la Antorcha y la Visión han sido una prioridad para Immortus debido a las conexiones de la Visión con la Bruja Escarlata, un 'ser nexo' que pudo haber sido lo suficientemente poderoso como para dar a luz a niños que podrían amenazar a algunos de los más poderosas entidades cósmicas en el universo; interrumpir la relación de la Bruja con la Visión limitó la posibilidad de que ella transmitiera su potencial.
Immortus también fue responsable de manipular a Iron Man para volverse contra los Vengadores volviéndolo loco, lo que resultó en la muerte de Iron Man hasta que Franklin Richards lo resucitó más tarde.
Immortus también entró en conflicto con su yo más joven, que no pudo ver el razonamiento detrás de las acciones de Immortus. El conflicto de Kang con Immortus se denominó la "Guerra del Destino", con Kang ayudando a un grupo de Vengadores desplazados temporalmente de múltiples períodos de tiempo para competir contra los esquemas de Immortus, Kang ahora decidió desafiar su destino para convertirse en Immortus y convertirse en el servidor de los Guardianes del Tiempo.
Immortus fingió su muerte varias veces antes de finalmente activar a los Guardianes del Tiempo para ayudar a los Vengadores y, como castigo, fue realmente asesinado. Resucitó minutos después como energías temporales de los intentos de los Guardianes del Tiempo de convertir a Kang directamente en Immortus y así cumplir con el ciclo del tiempo que causó una reacción violenta, en parte debido a la voluntad de Kang y en parte debido a las complejas energías temporales de la corriente. conflicto: eso creó a Kang e Immortus como seres separados, liberando a Kang de lo que él veía como un destino como un "viejo erudito".
Cuando las acciones precipitadas de Kang hicieron que la corriente de tiempo se volviera críticamente desequilibrada, Immortus se alió con los Próximos Vengadores y las versiones futuras de Iron Man y Hulk en un intento de deshacer el daño. Disfrazándose como una versión más joven de Kang, Immortus viajó al siglo XXI y convenció a los Vengadores de venir al futuro para que pudieran entender lo que había sucedido. Una vez que los Vengadores habían restaurado con éxito la línea de tiempo, Immortus se volvió contra sus aliados y mató a Iron Man y Hulk antes de que los jóvenes Vengadores aparentemente lo mataran.

## Poderes y habilidades
Immortus no tiene poderes sobrehumanos, pero posee un intelecto genio y tiene un conocimiento avanzado y extenso de viajes y manipulación del tiempo. Se sabe que fue instruido por los Guardianes del Tiempo.
Immortus también utiliza una amplia variedad de instrumentos para la manipulación y el viaje en el tiempo, la mayoría de los cuales diseñó.

## Otras versiones

### Tierra X
Immortus aparece en la Tierra X, como Papa de la Iglesia de Immortus. Los objetivos de la Iglesia del Inmortus son destruir las Antorchas humanas de Reed Richards, lo que permite a la humanidad mantener sus mutaciones. Al completar este objetivo, la Iglesia del Inmortal abandonaría la Tierra para colonizar las estrellas. Immortus es aconsejado en su papel por un hombre misterioso conocido como Mr. Church, quien es Mephisto intentando llevar a la humanidad a su propia desaparición.
Inicialmente, Immortus pudo viajar dentro y fuera del Limbo por su propia voluntad, mediante el uso de una máquina del tiempo. Mephisto en algún momento usaría esto para superar su incapacidad de viajar directamente al Limbo y bloquearía a Immortus fuera del Limbo. Finalmente, Immortus sería mutado a Kang por las Nieblas de Terrigen, y destruye su máquina del tiempo con furia después de que Mephisto se refiera a él como Kang, maldiciendo a Mephisto por volverlo Kang. En su última aparición en la serie, se ha enfrentado a ser Kang, y promete ayudar a Reed Richards a deshacer el daño que su Iglesia del Inmortal ha causado.

## En otros medios

### Televisión
Immortus hace una breve aparición en el episodio de X-Men "Beyond Good and Evil Pt. 4: End and Beginning". Al final de la historia, el "custodio" de la corriente del tiempo Bender se revela a sí mismo (aunque solo para el espectador) que es Immortus una vez que Bishop se va.

### Universo Cinematográfico de Marvel
Los personajes inspirados en Immortus aparecen en los medios ambientados en el Universo cinematográfico de Marvel (UCM), interpretados por Jonathan Majors.
- Un personaje compuesto parcialmente inspirado en Immortus y El que permanece y que lleva el nombre de este último aparece en el episodio "Eternamente. Siempre." de la serie Disney+ Loki, como el creador de la Autoridad de Variación Temporal.[24]
- Immortus aparece en una escena de mitad de créditos en Ant-Man and the Wasp: Quantumania (2023), como miembro destacado del Consejo de Kangs.[25][26]